# Repo! The Genetic Opera: Original Motion Picture Soundtrack
Repo! The Genetic Opera: Original Motion Picture Soundtrack é a trilha sonora do filme ópera-rock-horror Repo! The Genetic Opera, lançada em 2008. O álbum inteiro está na forma de uma ópera rock, onde cada música é parte da mesma história. As músicas não aparecem no álbum na ordem cronológica do filme.

## Edição Standard
A trilha sonora padrão está disponível apenas através da Amazon.com. É fabricada sob demanda em mídia CD-R gravável.
1. “At The Opera Tonight” – Sarah Brightman, Anthony Stewart Head, Paris Hilton, Bill Moseley, Ogre, Paul Sorvino, Alexa Vega, Terrance Zdunich
2. “Crucifixus” – Sarah Brightman
3. “Things You See In A Graveyard” – Paul Sorvino
4. “Infected” – Alexa Vega
5. “Legal Assassin” – Anthony Stewart Head
6. “Bravi!” – Sarah Brightman, Paris Hilton, Bill Moseley, Ogre, Paul Sorvino
7. “21st Century Cure” – Terrance Zdunich
8. “Mark It Up” – Paris Hilton, Bill Moseley, Ogre
9. “Can't Get It Up If The Girl's Breathing?” – Paris Hilton, Terrance Zdunich
10. “Zydrate Anatomy” – Paris Hilton, Alexa Vega, Terrance Zdunich
11. “Thankless Job” – Anthony Stewart Head
12. “Chase The Morning” – Sarah Brightman, Alexa Vega
13. “Night Surgeon” – Anthony Stewart Head, Bill Moseley, Ogre, Paul Sorvino
14. “Seventeen” – Alexa Vega
15. “Gold” – Paul Sorvino
16. “We Started This Op'ra Sh-t” – Bill Moseley, Ogre, Paul Sorvino
17. “Needle Through A Bug” – Alexa Vega, Terrance Zdunich
18. “Chromaggia” – Sarah Brightman
19. “Let The Monster Rise” – Anthony Stewart Head, Alexa Vega
20. “I Didn't Know I'd Love You So Much” – Anthony Stewart Head, Alexa Vega
21. “Genetic Emancipation” – Alexa Vega
22. “Genetic Repo Man” – Terrance Zdunich

## Edição Deluxe
É uma versão estendida da trilha sonora original do filme.
Todas as faixas da versão anterior permanecem na edição de luxo na mesma ordem, com as novas faixas colocadas entre algumas faixas. A única faixa que aparece nos dois álbuns que difere é Zydrate Anatomy, onde é um pouco mais estendida na Edição Deluxe.
1. "A New World Organ"
2. "At the Opera Tonight" - Alexa Vega, Sarah Brightman, Anthony Head, Paris Hilton, Terrance Zdunichr, Paul Sorvino, Bill Moseley, Ogre
3. "Crucifixus" - Sarah Brightman
4. "Things You See in a Graveyard" - Paul Sorvino
5. "A Repo Man's Daughter"
6. "Infected" - Alexa Vega
7. "Legal Assassin" - Anthony Head
8. "Bravi!" - Sarah Brightman, Bill Moseley, Ogre, Paul Sorvino, Paris Hilton
9. "21st Century Cure" - Terrance Zdunich
10. "Lungs and Livers"
11. "Mark It Up" - Paris Hilton, Bill Moseley, Ogre
12. "Worthy Heirs?"
13. "Can't Get It Up If the Girl's Breathing?" - Paris Hilton e Terrance Zdunich
14. "Zydrate Anatomy [Extended]" - Paris Hilton, Alexa vega e Terrance Zdunich
15. "Thankless Job" - Anthony head
16. "Before the Escape"
17. "Night Surgeon" - Anthony Head, Paul Sorvino, Bill Moseley, Ogre
18. "Chase the Morning" - Sarah Brightman, Alexa Vega, Sarah Power
19. "Everyone's a Composer" - Sarah Brightman, Alexa Vega, Anthony Head
20. "Come Back" - Alexa Vega, Anthony Head
21. "What Chance Has a 17-Year-Old Girl?" - Alexa Vega, Anthony Head
22. "Seventeen" - Alexa Vega
23. "Happiness is Not a Warm Scalpel" - Paris Hilton e Paul Sorvino
24. "Gold" - Paul Sorvino
25. "Depraved Heart Murder at Sanitarium Square" - Katie Fitzgerald
26. "Tonight We Are Betrayed" - Anthony Head
27. "We Started This Op'ra Shit!" - Banda, Bill Moseley, Ogre, Paul Sorvino, "Mãe Solteira"
28. "Rotti's Chapel Sermon" - Paul Sorvino
29. "Needle Through a Bug" - Terrance Zdunich, Alexa Vega
30. "Chromaggia" - Sarah Brightman
31. "Mag's Fall"
32. "Piece De Resistance" - Paul Sorvino
33. "Interrogation Room Challenge"
34. "Let the Monster Rise" - Alexa vega e Anthony Head
35. "A Ten Second Opera"
36. "I Didn't Know I'd Love You So Much" - Alexa vega e Anthony Head
37. "Genetic Emancipation" - Alexa vega
38. "Genetic Repo Man"- Terrance Zdunich